# Weronika Falkowska
Weronika Falkowska (* 17. Juni 2000 in Warschau) ist eine polnische Tennisspielerin.

## Karriere
Falkowska begann mit sechs Jahren das Tennisspielen und bevorzugt Sandplätze. Sie spielt bislang vor allem Turniere der ITF Women’s World Tennis Tour, wo sie bisher acht Turniere im Einzel und 24 Turniere im Doppel gewann. Weiters gewann Falkowska bislang drei Doppelturniere auf der WTA-Challenger-Tour.
Bei den US Open 2018 trat sie mit ihrer Partnerin Stefania Rogozińska Dzik im Juniorinnendoppel an. Sie scheiterten aber bereits in der ersten Runde.
Im Jahr 2023 spielte Falkowska erstmals für die polnische Billie-Jean-King-Cup-Mannschaft; ihre Billie-Jean-King-Cup-Bilanz weist bislang 1 Sieg bei 2 Niederlagen aus.
Sie spielt für Masters Radom in der polnischen Liga.

## Turniersiege

### Einzel
| Nr. | Datum            | Turnier    | Kategorie | Belag             | Finalgegnerin             | Ergebnis      |
| --- | ---------------- | ---------- | --------- | ----------------- | ------------------------- | ------------- |
| 1.  | 21. Februar 2021 | Monastir   | ITF W15   | Hartplatz         | Viktória Morvayová        | 6:3, 6:3      |
| 2.  | 28. Februar 2021 | Monastir   | ITF W15   | Hartplatz         | Francesca Curmi           | 6:2, 6:0      |
| 3.  | 7. März 2021     | Monastir   | ITF W15   | Hartplatz         | Sinja Kraus               | 6:3, 7:61     |
| 4.  | 23. Mai 2021     | Tiflis     | ITF W15   | Hartplatz         | Walerija Oljanowskaja     | 6:4, 6:3      |
| 5.  | 14. August 2022  | Pärnu      | ITF W25   | Sand              | Gergana Topalowa          | 7:5, 6:2      |
| 6.  | 10. Juni 2023    | Pörtschach | ITF W25   | Sand              | Alexandra Cadanțu-Ignatik | 4:6, 6:1, 6:1 |
| 7.  | 14. April 2024   | Bujumbura  | ITF W35   | Sand              | Alice Tubello             | 6:4, 6:1      |
| 8.  | 8. Dezember 2024 | St. Ulrich | ITF W35   | Hartplatz (Halle) | Silvia Ambrosio           | 6:4, 7:5      |

### Doppel
| Nr. | Datum              | Turnier                  | Kategorie      | Belag             | Partnerin                  | Finalgegnerinnen                           | Ergebnis          |
| --- | ------------------ | ------------------------ | -------------- | ----------------- | -------------------------- | ------------------------------------------ | ----------------- |
| 1.  | 6. Oktober 2018    | Chornomorsk              | ITF $15.000    | Sand              | Anastassija Schoschyna     | Anastasiya Komar L. Kostenko               | 6:2, 6:1          |
| 2.  | 17. November 2018  | Scharm asch-Schaich      | ITF $15.000    | Hartplatz         | Daria Kuczer               | Anastassija Pribylowa Anna Pribylowa       | 6:4, 3:6, [11:9]  |
| 3.  | 28. September 2019 | Antalya                  | ITF W15        | Hartplatz         | Martyna Kubka              | Rina Saigō Yukina Saigō                    | 5:7, 6:4, [10:8]  |
| 4.  | 26. Oktober 2019   | Scharm asch-Schaich      | ITF W15        | Hartplatz         | Martyna Kubka              | Elena-Teodora Cadar Jelena Stojanovic      | 7:5, 6:1          |
| 5.  | 24. Oktober 2020   | Monastir                 | ITF W15        | Hartplatz         | Lisa Ponomar               | Anna Ureke Jekaterina Wischnewskaja        | 6:1, 6:0          |
| 6.  | 19. Dezember 2020  | Monastir                 | ITF W15        | Hartplatz         | Julija Hatouka             | Yvonne Cavalle-Reimers Celia Cerviño Ruiz  | 6:4, 7:5          |
| 7.  | 26. Dezember 2020  | Monastir                 | ITF W15        | Hartplatz         | Anna Sisková               | Aubane Droguet Helena Stevic               | 6:2, 6:2          |
| 8.  | 13. Februar 2021   | Monastir                 | ITF W15        | Hartplatz         | Linda Fruhvirtová          | Yasmine Mansouri Elena Milovanović         | 6:3, 6:1          |
| 9.  | 20. Februar 2021   | Monastir                 | ITF W15        | Hartplatz         | Viktória Morvayová         | Karola Patricia Bejenaru Zdena Šafářová    | 6:4, 7:5          |
| 10. | 22. Mai 2021       | Tiflis                   | ITF W15        | Hartplatz         | Jenny Dürst                | Ayla Aksu Walerija Oljanowskaja            | 6:3, 6:2          |
| 11. | 30. April 2022     | Kairo                    | ITF W25        | Sand              | Océane Babel               | Caijsa Wilda Hennemann Marija Tkatschowa   | 6:4, 6:1          |
| 12. | 3. September 2022  | Collonge-Bellerive       | ITF W60        | Sand              | Jenny Dürst                | Michaela Bayerlová Jacqueline Cabaj Awad   | 7:65, 6:1         |
| 13. | 8. Oktober 2022    | Sibenik                  | ITF W25        | Sand              | Jaimee Fourlis             | Eleni Christofi Christina Rosca            | 6:4, 6:2          |
| 14. | 29. Oktober 2022   | Trnava                   | ITF W25        | Hartplatz (Halle) | Lea Bošković               | Lu Jiajing Oana Georgeta Simion            | 7:67, 2:6, [10:6) |
| 15. | 11. November 2022  | Kirjat Motzkin           | ITF W25        | Hartplatz         | Jekaterina Reingold        | Jasmijn Gimbrère Jekaterina Jaschina       | 6:1, 6:4          |
| 16. | 4. Dezember 2022   | Andorra la Vella         | WTA Challenger | Hartplatz (Halle) | Cristina Bucșa             | Angelina Gabujewa Anastassija Sacharowa    | 7:64, 6:1         |
| 17. | 4. Februar 2023    | Cali                     | WTA Challenger | Sand              | Katarzyna Kawa             | Kyōka Okamura You Xiaodi                   | 6:1, 5:7, [10:6]  |
| 18. | 8. April 2023      | Santa Margherita di Pula | ITF W25        | Sand              | Valentini Grammatikopoulou | Angelica Moratelli Arantxa Rus             | 6:1, 6:1          |
| 19. | 9. Juni 2023       | Pörtschach               | ITF W25        | Sand              | Sofia Sewing               | Elena-Teodora Cadar Diāna Marcinkēviča     | 6:1, 6:2          |
| 20. | 17. Juni 2023      | Biarritz                 | ITF W60        | Sand              | Katarzyna Kawa             | Conny Perrin Anna Sisková                  | 7:62, 7:5         |
| 21. | 9. September 2023  | Wien                     | ITF W60        | Sand              | Irina Bara                 | Melanie Klaffner Sinja Kraus               | 6:3, 2:6, [13:11] |
| 22. | 16. März 2024      | Solarino                 | ITF W35        | Teppich           | Martyna Kubka              | Feng Shuo Stéphanie Visscher               | 5:7, 6:1, [11:9]  |
| 23. | 7. April 2024      | Bujumbura                | ITF W35        | Sand              | Stéphanie Visscher         | Kamilla Bartone Sada Nahimana              | 6:3, 4:6, [10:5]  |
| 24. | 26. Juli 2024      | Warschau                 | WTA Challenger | Hartplatz         | Martyna Kubka              | Céline Naef Nina Stojanović                | 6:4, 7:65         |
| 25. | 19. Oktober 2024   | Faro                     | ITF W35        | Hartplatz         | Stéphanie Visscher         | Lija Karatantschewa Diāna Marcinkēviča     | 6:4, 2:6, [10:5]  |
| 26. | 7. Dezember 2024   | St. Ulrich               | ITF W35        | Hartplatz (Halle) | Lisa Zaar                  | Jekaterina Owtscharenko Emily Webley-Smith | 6:4, 1:6, [12:10] |
| 27. | 10. März 2025      | Solarino                 | ITF W35        | Teppich           | Paris Corley               | Valentini Grammatikopoulou Julija Hatouka  | 6:1, 6:1          |
| 28. | 1. August 2025     | Warschau                 | WTA Challenger | Hartplatz         | Dominika Šalková           | Isabelle Haverlag Martyna Kubka            | 6:2, 6:1          |